# Paradise Bay
Paradise Bay – otoczona klifami zatoka z niedużą piaszczystą plażą o tej samej nazwie. Znajdująca się, w okolicy Ċirkewwa na Malcie, niedaleko portu-terminalu promowego z przeprawą łączącą Maltę i Gozo.
Na Malcie istnieje także plaża o podobnej nazwie Paradise Bay Hotel Beach, leżąca w odległości około 600 m, przy Hotelu Paradays Bay.

## Atrakcje na miejscu
Wyodrębnione części zatoki służą do uprawiania sportów wodnych, w tym windsurfingu, nurkowania oraz żeglarstwa.
W trakcie trwania sezonu turystycznego za opłatą można wypożyczyć leżak. Na miejscu znajdują się również toalety i prysznice. W okolicy znajduje się również punkt gastronomiczny.

## Atrakcje w pobliżu

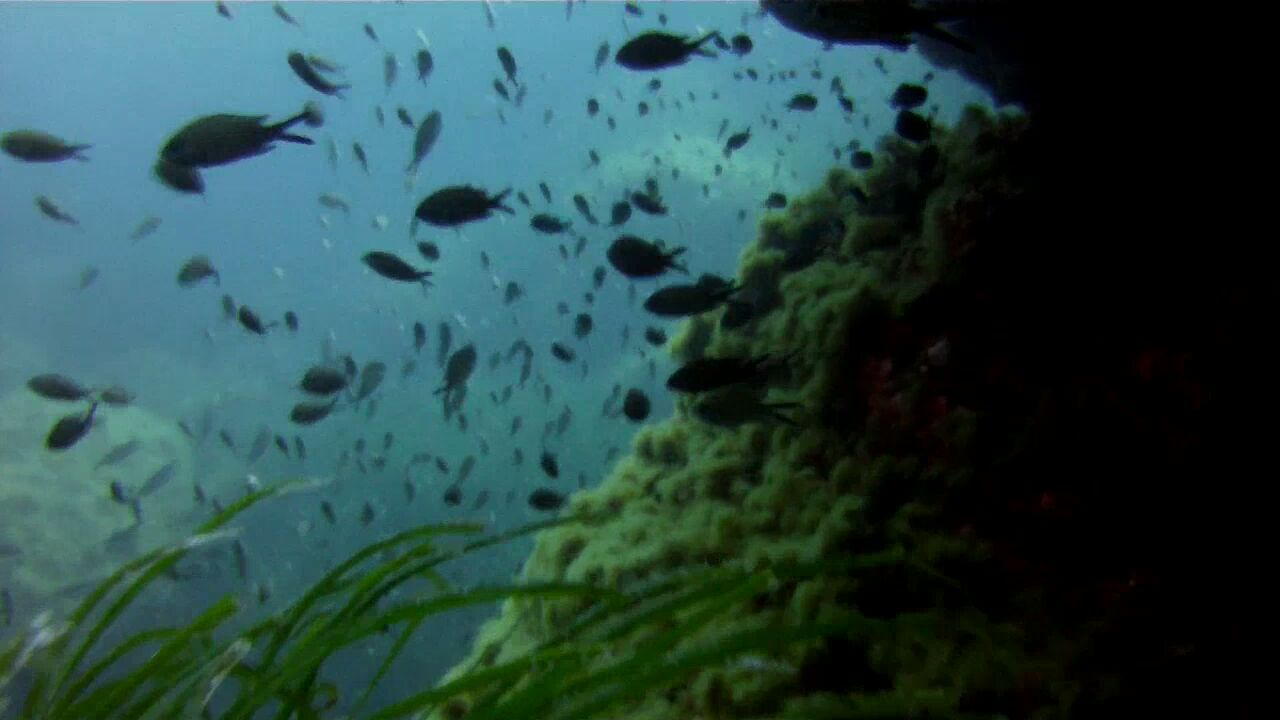
Ċirkewwa Arch

Ze względu na ukształtowanie terenu, możliwe jest uprawianie trekkingu.
Ċirkewwa jest jednym z często odwiedzanych miejsc do płetwonurkowania (ang. scuba diving) na Wyspach Maltańskich. Są tam podwodne klify, jaskinie, tunele i łuk sięgający dna morskiego na głębokości 27 m. Znajdują się tam również wraki holownika MV „Rozi” i łodzi patrolowej „P29”, które zostały celowo zatopione w 1992 i 2007
. W niewielkiej odległości od Marfa Point pod wodą znajduje się posąg Madonny, który został umieszczony w naturalnej jaskini przez członków Amphibians Diving Club.

## Pogoda
Optymalne warunki pogodowe w zatoce występują od maja do października, gdy maksymalna temperatura powietrza przeważnie przekracza 25°C, a woda w sezonie wakacyjnym nagrzewa się do temperatury 23°C. Latem panuje sucha, słoneczna i spokojna pogoda. Opady są rzadkie.

## Dojazd
Do zatoki można dojechać autobusem ze wszystkich popularnych kurortów turystycznych (linie autobusowe nr X1, 41, 42, 101, 221, 222). 
Plaża Paradise Bay znajduje się 800 metrów od głównej drogi, konieczne jest pokonanie 160 schodów.